# Bezirk Kārsava
Der Bezirk Kārsava (Kārsavas novads) war ein Bezirk im Osten Lettlands an der Grenze zu Russland in der historischen Landschaft Latgale, der von 2009 bis 2021 existierte. Bei der Verwaltungsreform 2021 wurde der Bezirk aufgelöst, sein Gebiet gehört seitdem zum neuen Bezirk Ludza.

## Geographie
Durch das ländlich geprägte Gebiet verläuft die Petersburg-Warschauer Eisenbahn und der Fluss Rītupe. Durch den Bezirk verlief die Europastraße 262 mit der russisch-lettischen Grenzstelle Grebņova.

## Bevölkerung
Der Bezirk bestand aus den sechs Gemeinden (pagasts) Goliševa, Malnava, Mērdzene, Mežvidi, Salnava und dem Verwaltungszentrum Kārsava. 6941 Einwohner lebten 2010 im Bezirk Kārsava.

## Partnerschaft
Der Bezirk unterhielt – zusammen mit den Bezirken Cibla, Ludza und Zilupe – eine Partnerschaft mit der niedersächsischen Samtgemeinde Aue.

## Nachweise
1. ↑  Vides aizsardzības un reģionālās attīstības ministrija (Ministerium für Naturschutz und Regionalentwicklung), Karten und Auflistung der Verwaltungseinheiten, abgerufen am 26. Juli 2021
2. ↑  lv-de.eu